# Савино (Вытегорский район)
Савино — деревня в Вытегорском районе Вологодской области.
Входит в состав Девятинского сельского поселения, с точки зрения административно-территориального деления — в Девятинский сельсовет.
Расстояние по автодороге до районного центра Вытегры — 21 км, до центра муниципального образования села Девятины — 7 км. Ближайшие населённые пункты — Алексеевское, Марково, Новинки.
По переписи 2002 года население — 25 человек (13 мужчин, 12 женщин). Всё население — русские.